# Kören (TV-program)
Kören är ett engelskt TV-program där körledaren Gareth Malone leder olika sorters körer i varje säsong. Programmet har visats på svensk TV på SVT.